# جاكوب ميرفي
جاكوب ميرفي (بالإنجليزية: Jacob Murphy)‏ (24 فبراير 1995 ويمبلي المملكة المتحدة - ) هو لاعب كرة قدم بريطاني يلعب كمهاجم.

## وصلات خارجية
جاكوب ميرفي على موقع الاتحاد الأوربي (الإنجليزية)
- جاكوب ميرفي على موقع إي إس بي إن إف سي (الإنجليزية)
- جاكوب ميرفي على موقع قاعدة بيانات كرة القدم.إي يو (الإنجليزية)
- جاكوب ميرفي على موقع Soccerbase.com (لاعب) (الإنجليزية)
- جاكوب ميرفي على موقع Soccerway.com (الإنجليزية)
- جاكوب ميرفي على موقع عالم كرة القدم.نت (الإنجليزية)
- جاكوب ميرفي على موقع AS.com (الإسبانية)